# Geraniol
Geraniol är en monoterpenoid och en alkohol. Det är den primära komponenten i citronellolja och är en primär komponent i rosolja, palmarosaolja. Det är en färglös olja, även om kommersiella prover kan se gula ut. Den har låg löslighet i vatten, men den är löslig i vanliga organiska lösningsmedel. Den funktionella gruppen härledd från geraniol (i huvudsak geraniol som saknar terminal-OH) kallas geranyl.

## Användning och förekomst
Förutom i rosolja, palmarosaolja och citronellolja förekommer den också i små mängder i pelargon, citron och många andra eteriska oljor. Med en rosliknande doft används den ofta i parfymer. Den används i smaker som persika, hallon, grapefrukt, rött äpple, plommon, lime, apelsin, citron, vattenmelon, ananas och blåbär.
Geraniol produceras av doftkörtlarna hos honungsbin för att markera nektarbärande blommor och lokalisera ingångarna till deras bikupor. Det används också ofta som insektsmedel, särskilt mot myggor.
Doften av geraniol påminner om, men är kemiskt orelaterad till, 2-etoxi-3,5-hexadien, även känd som pelargonfärg, ett vinfel som härrör från jäsning av sorbinsyra av mjölksyrabakterier.
Geraniol pyrofosfat är viktigt vid biosyntes av andra terpener som myrcen och ocimen.

## Reaktioner
I sura lösningar omvandlas geraniol till cyklisk terpen α-terpineol. Alkoholgruppen genomgår förväntade reaktioner. Det kan omvandlas till tosylatet, vilket är en föregångare till kloriden. Geranylklorid uppstår också genom Appelreaktionen genom att behandla geraniol med trifenylfosfin och koltetraklorid. Det kan hydreras och oxideras till aldehydgeranial.

## Hälsa och säkerhet
Geraniol klassificeras som D2B (giftiga material som orsakar andra effekter) av informationssystemet för farliga material på arbetsplatsen (WHMIS).

## Historik
Geraniol isolerades första gången i ren form 1871 av den tyske kemisten Oscar Jacobsen (1840–1889). Med hjälp av destillation erhöll Jacobsen geraniol från en eterisk olja som utvunnits från pelargongräs (Andropogon schoenanthus) och som producerades i Indien. Den kemiska strukturen hos geraniol bestämdes 1919 av den franska kemisten Albert Verley (1867-1959).